# 로버스 FC
로버스 FC는 괌의 축구단이다. 현재 괌 사커 리그에 참가하고 있다.
2017년 AFC컵에 진출했지만 예선에서 탈락했다.

## 우승
- 괌 사커 리그: 2013–14, 2014–15, 2015–16, 2016–17, 2017–18, 2018–19

## 선수 명단

### 현역
참고: FIFA 자격 규정에 따라 소속된 국가대표팀 국기를 표시합니다. 선수는 복수의 FIFA 비회원국 국적을 가지고 있을 수 있습니다.
| 번호 | 포지션 | 국적 | 이름        |
| ---- | ------ | ---- | ----------- |
| 14   | FW     |      | 카요테 로슨 |

| 번호 | 포지션 | 국적 | 이름          |
| ---- | ------ | ---- | ------------- |
| 19   | MF     | 쿠바 | 다니엘 주라도 |

### 역대
틀:로버스 FC 선수 명단